# Anastrepha sodalis
Anastrepha sodalis är en tvåvingeart som beskrevs av Stone 1942. Anastrepha sodalis ingår i släktet Anastrepha och familjen borrflugor. Inga underarter finns listade i Catalogue of Life.